# 황야의 혈투
《황야의 혈투》(All'ultimo sangue)는 이탈리아에서 제작된 파올로 모파 감독의 1968년 서부 영화이다.

## 출연

### 주연
- 크레그 힐 : 클라이브 역
- 에토르 마니 : 엘 찰레코 역

### 조연
- 지오반니 시안프리글리아 : 빌리 '더 건' 역
- 호세 그레시 : 콘수엘로 역
- 프란체스코 산토베티 : 코르데로 역
- 루치아노 도리아 : 대령 역
- 피노 파티 : 짐 더블 위스키 역